# Pod jednym dachem

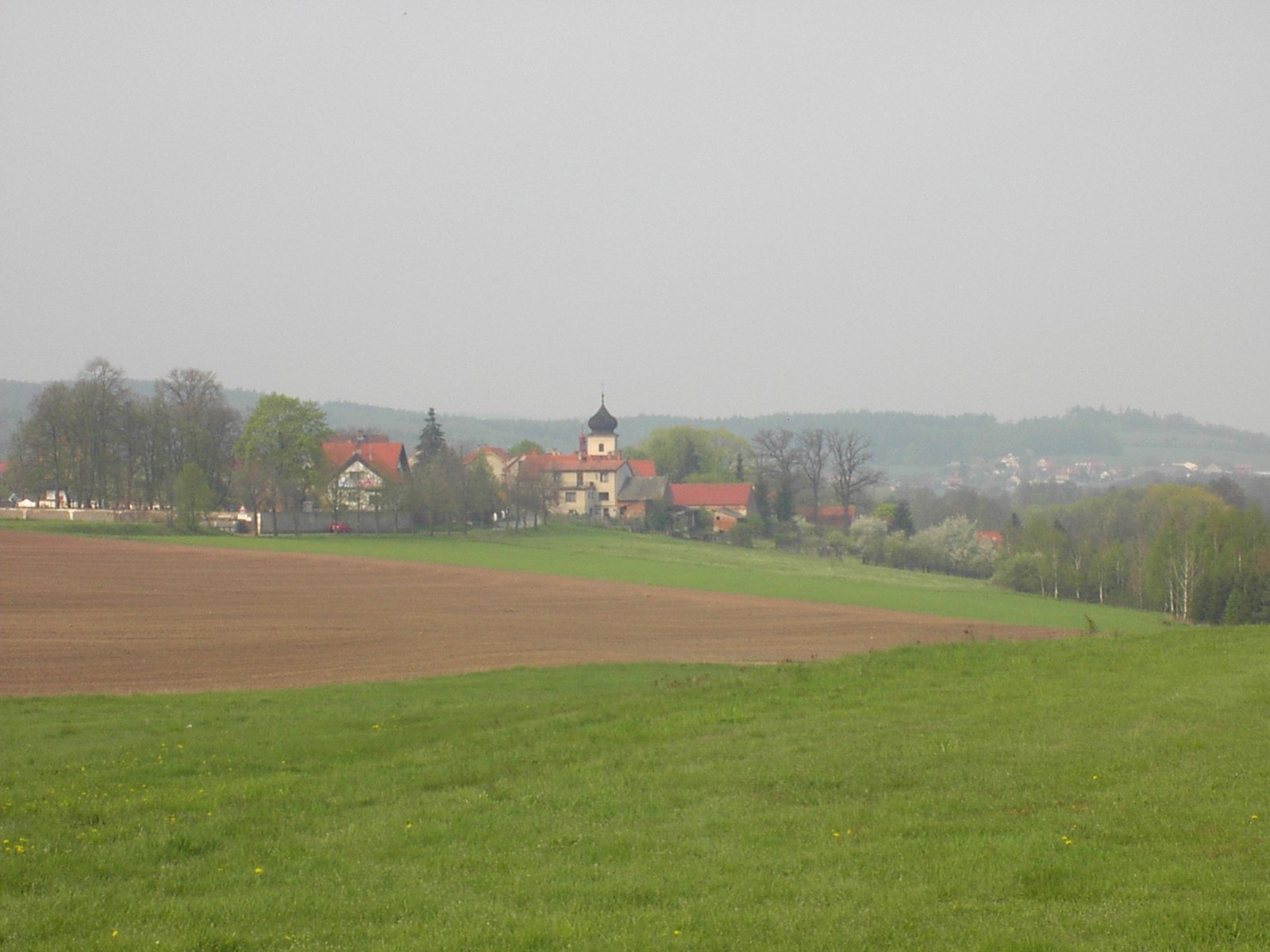
Środkowoczeska Višňová, filmowa Czereśniowa

Pod jednym dachem (czes. Chalupáři) – popularny w latach 70. i 80. jedenastoodcinkowy serial komediowy produkcji czechosłowackiej. Znakomitą większość zdjęć zrealizowano w miejscowości Višňová (powiat Przybram).
Tytułową piosenką filmu była Když máš v chalupě orchestrion w wykonaniu Waldemara Matuški.

## Opis fabuły
Zabawna historia dwóch starszych panów - Evžena (wdowca, rewizora na rencie inwalidzkiej z powodu nadmiernej nerwowości) i Bohumila (konserwatora), którym przyszło zamieszkać pod jednym dachem starej chałupy w małej, fikcyjnej wsi Czereśniowa, 80 km od Pragi. Jednym z głównych tematów ich sporów jest zabytkowa szafa grająca (orchestrion). Film posiada również miłosną intrygę – obydwaj panowie wpadają w oko mieszkającej w sąsiedztwie pani Fuchsowej.

### Obsada
- Jiří Sovák jako Evžen Huml
- Josef Kemr jako Bohumil Císař
- Jiřina Bohdalová jako pani Fuchsová
- Josef Vinklář jako taksówkarz Alois Krbec, zięć Evžena
- Jana Hlaváčová jako Jarča Krbcová, córka Evžena
- Jiří Schmitzer jako Slávek, wnuk Evžena
- Josef Větrovec jako przewodniczący Karel Mrázek i taksówkarz Mrázek
- Vladimír Menšík jako Tonda Čihák, kierowca autobusu
- Gabriela Vránová jako Anička Čiháková, żona Tondy
- Hana Maciuchová jako Vlastička Makovcová, mieszkanka Czereśniowej
- Jaroslav Moučka jako Karel Voborník, mieszkaniec Czereśniowej
- Věra Tichánková jako Marie Voborníková
- Josef Beyvl jako Brabec, mieszkaniec Czereśniowej
- Stella Zázvorková jako Brabcová
- Josef Hlinomaz jako Makovec, mieszkaniec Czereśniowej
- Václav Sloup jako Láďa Brabec, mieszkaniec Czereśniowej
- Otto Lackovič jako Cygan Fero, mieszkaniec Czereśniowej
- František Filipovský jako Lojza Klásek, praski kolega Evžena
- Alena Vránová jako pani Míla z Pragi
- Ilja Prachař jako Antonín Balabán, kolega Bohumila

## Spis odcinków
1. Straszny dziadunio
2. Karp
3. Operacja
4. Rywale
5. Zasłużony artysta
6. Sądy polubowne
7. Romeo z autobusu
8. Reżyser
9. Zastępca
10. Karpiowisko
11. Wesele